# Јасинувата
Јасинувата (укр. Ясинувата) је град у Украјини, у Доњецкој области. Међутим, град је дефакто под управом Доњецке Народне Републике (ДНР). Према процени из 2012. у граду је живело 35.843 становника.

## Становништво
Према процени, у граду је 2012. живело 35.843 становника.
| 1979.  | 1989.  | 2001.  | 2012.  |
| ------ | ------ | ------ | ------ |
| 36.411 | 39.354 | 37.552 | 35.843 |